# Briesensee und Klingeberg
Das Naturschutzgebiet Briesensee und Klingeberg ist ein 79,9 Hektar großes Naturschutzgebiet in Teupitz im Landkreis Dahme-Spreewald in Brandenburg.

## Lage und Geschichte
Das Naturschutzgebiet liegt auf der Gemarkung des Teupitzer Ortsteils Tornow. Es umfasst den Briesensee, das Süd- und Südwestufer des Tornower Sees sowie die angrenzenden Moränen-Hanglagen.

## Flora und Fauna
Die Unterschutzstellung hat insbesondere das Ziel, „die Erhaltung von Lebensgemeinschaften und Lebensstätten wildlebender Tier- und Pflanzenarten, insbesondere der Quellbereiche, Fließ- und Standgewässer-Lebensräume mit ihren Quellfluren, Wasserpflanzen- und Röhrichtgesellschaften, der naturnahen Kiefern-Mischwälder, der ausgedehnten Bestände von Farn- und Wintergrüngewächsen an den Moränenhanglagen, der autochthonen Altkiefern-Bestände am Tornower See und Briesensee sowie der Erlenbrüche und Moorgehölze in den Ufer- und Verlandungsbereichen, der Ton- und Lehmgruben sowie der kleinflächig vorhandenen Feuchtwiesen, der an Quell- und Gewässerlebensräume spezifisch angepassten Tierarten wie Insekten und Mollusken sowie der Vorkommen zum Teil stark gefährdeter Greifvögel.“. Die Kiefern sind teilweise über 220 Jahre alt. Dies belegen genetische Untersuchungen des Leibniz-Zentrum für Agrarlandschaftsforschung in Müncheberg. In dem Gebiet wachsen streng geschützte Pflanzenarten wie die Gelbe Teichrose, die Krebsschere, der Fieberklee, der Drachenwurz, sowie das Dolden-Winterlieb. Die Luft wird vom Eisvogel, dem Schwarz- und Grünspecht, dem Rohrschwirl und dem Drosselrohrsänger bevölkert; an Land und Wasser leben unter anderem der Grasfrosch, der Moorfrosch sowie der Fischotter.
An einem Hang, der dem Südufer des Tornower Sees gegenüberliegt, befindet sich die Quelle Klingespring. Sie erscheint bereits auf einer Karte des Forstamtes Staakow im Jahr 1936 und gilt daher als eines der ältesten Naturdenkmal der Region. Der Name geht auf das oberdeutsche Wort Klinge für Schlucht zurück und bedeutet im Zusammenhang mit dem englischen Wort spring für Quelle so viel wie Schluchtquelle. Es handelt sich dabei um eine Sickerquelle, bei der das Regenwasser oberhalb der Quelle durch sandiges, wasserdurchlässiges Material fließt, im Hang versickert und an einer wasserstauenden Schicht wieder an die Oberfläche tritt. Zu einer früheren Zeit soll sich an dieser Stelle ein Glockenspiel befunden haben, dass durch das austretende Wasser angetrieben wurde. Die Quelle entstand zur letzten Eiszeit vor rund 10.000 Jahren. Im Quellbereich gedeihen das Sumpf-Vergissmeinnicht, Fontinalis, die Echte Brunnenkresse sowie die Bachbunge, was auf eine besondere Qualität des Wassers hindeutet. Durch den Wasseraustritt wird Sand abgetragen, der sich im Tornower See als Schwemmkegel ablagert. Oberhalb des Hanges wächst der wintergrüne Tüpfelfarn. Die Unterschutzstellung der Quelle geht auf den Botaniker Adolf Strauss (1904–1986) zurück, dem der NABU Dahmeland zu Ehren einen Gedenkstein an einem Wanderweg aufgestellt hat, der den Tornower See mit dem Briesensee verbindet.

## Entwicklung
Die Wasserqualität des Briesensees wird als schlecht bezeichnet, was auch Auswirkungen auf den Zustand des Briesenseegrabens hat. Durch eine fehlende Bauernwald- und Streunutzung sind die Wintergrün- und Bärlapparten in den letzten Jahrzehnten stark zurückgegangen. Zeltplätze, die zur Zeit der DDR zu einer Beeinträchtigung der Flora und Fauna führten, wurden nach 1990 vollständig zurückgebaut.

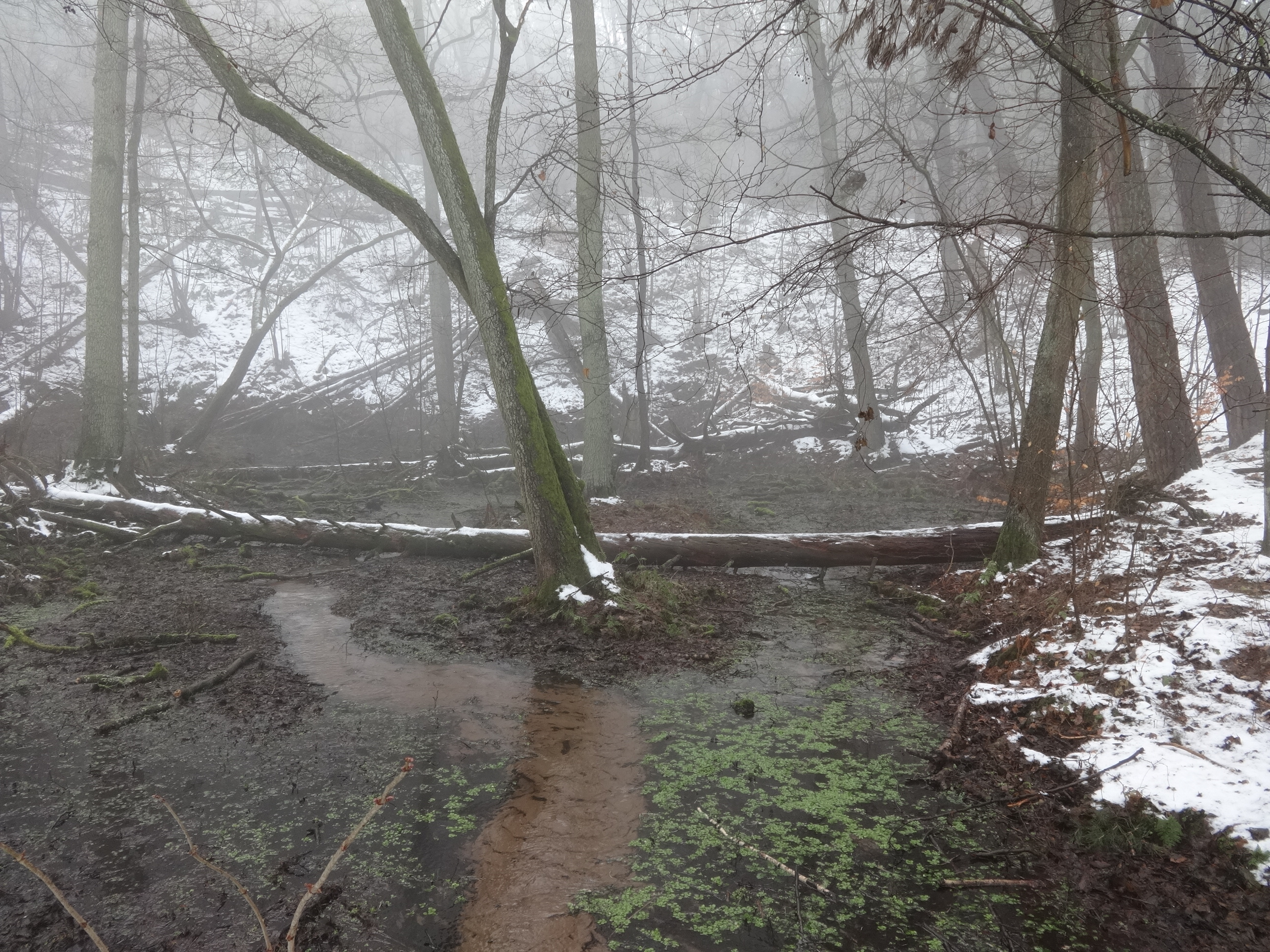
Quelle Klingespring im NSG
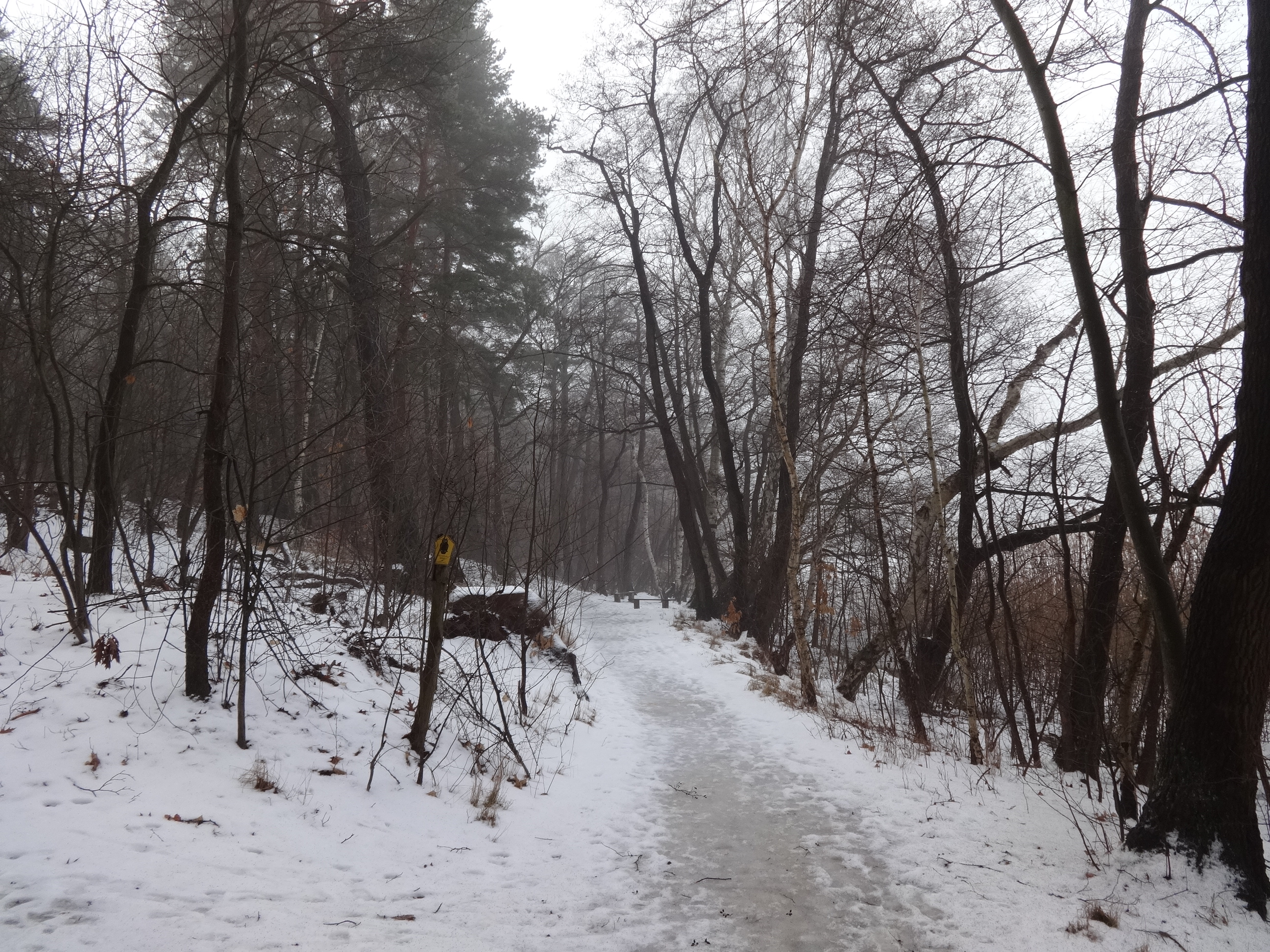
Südöstlicher Eingang am Tornowoer See
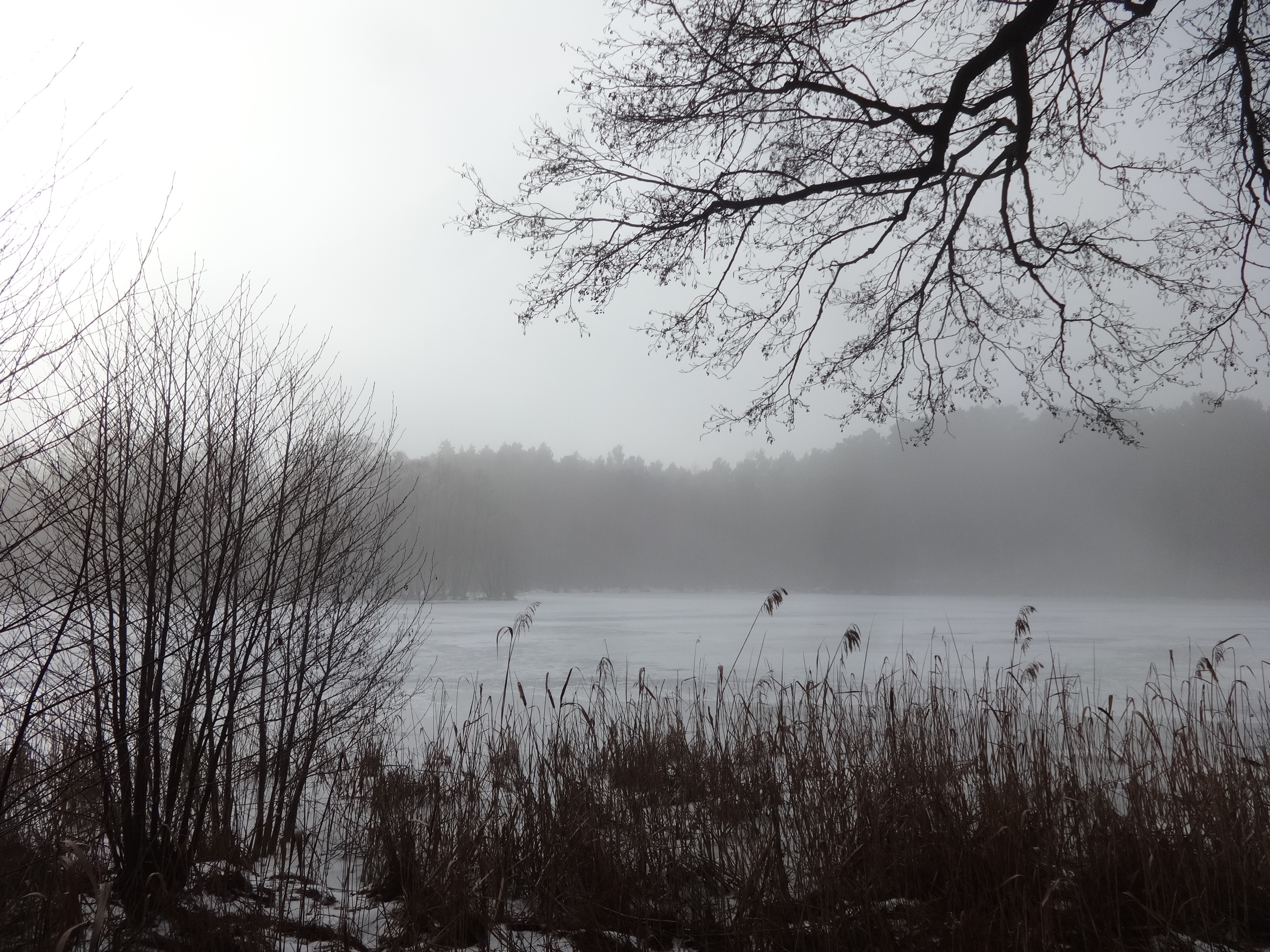
Briesensee